# Hanging in the Balance
Hanging in the Balance – piąty album studyjny amerykańskiego zespołu heavymetalowego Metal Church wydany 7 października 1993 roku przez Rising Sun Productions.

## Lista utworów
1. „Gods of Second Chance” – 5:23
2. „Losers in the Game” – 5:08
3. „Hypnotized” – 4:43
4. „No Friend of Mine” – 3:58
5. „Waiting for a Savior” – 5:48
6. „Conductor” – 4:10
7. „Little Boy” – 8:13
8. „Down to the River” – 5:01
9. „End of the Age” – 7:17
10. „Lovers and Madmen” – 2:51
11. „A Subtle War” – 4:13

## Twórcy
| Metal Church w składzie - Mike Howe – śpiew - John Marshall – gitara - Craig Wells – gitara - Duke Erickson – gitara basowa - Kirk Arrington – perkusja Gościnnie - Kurdt Vanderhoof – gitara - Joan Jett – wokal wspierający - Kathleen Hanna – wokal wspierający - Allison Wolfe – wokal wspierający - Randy Hansen – gitara prowadząca (utwór 6) - Jerry Cantrell – gitara prowadząca (utwór 1) | Personel - Kenny Laguna – produkcja - Paul O’Neill – produkcja, aranżacje - Thom Panunzio – produkcja, inżynieria dźwięku, miksowanie - Kurdt Vanderhoof – aranżacje - Adam Casper – inżynieria dźwięku (asystent) - Chuck Johnson – inżynieria dźwięku (asystent) - Lee Anthony – inżynieria dźwięku (asystent) - John Aiosa – inżynieria dźwięku (asystent) - Glen Robinson – inżynieria dźwięku (asystent) - Thom Cadley – inżynieria dźwięku (asystent) - Greg Calbi – mastering - Antonio Reonegro – projekt okładki |